# Liste der Stolpersteine in Rees
Die Liste der Stolpersteine in Rees enthält alle Stolpersteine, die im Rahmen des gleichnamigen Kunst-Projekts von Gunter Demnig in Rees verlegt wurden. Mit ihnen soll an Opfer des Nationalsozialismus erinnert werden, die in Rees lebten und wirkten.

## Verlegte Stolpersteine
| Bild                                                           | Person, Inschrift | Adresse              | Stadtteil | Verlege- datum | Weitere Informationen |
| -------------------------------------------------------------- | --- | -------------------- | --------- | -------------- | --- |
| Stolperstein Rees Haldern Am Alten Kirchhof 14 Eduard Sander   | Hier wohnte Eduard Sander Jg. 1858 Flucht 1938 Holland verhaftet 1943 interniert Westerbork Tot im Lager                                                                    | Am alten Kirchhof 14 | Haldern   | 23. Nov. 2009  | |
| Stolperstein Rees Haldern Am Alten Kirchhof 14 Jettchen Sander | Hier wohnte Jettchen Sander Jg. 1896 deportiert 1941 ermordet in Riga | Am alten Kirchhof 14 | Haldern   | 23. Nov. 2009  | |
| Stolperstein Rees Haldern Markt Oskar Plaat                    | Hier wohnte Oskar Plaat Jg. 1895 deportiert 1943 ermordet in Auschwitz | Marktplatz           | Haldern   | 23. Nov. 2009  | |
| Stolperstein Rees Millingen Hauptstraße 31 Lina Straus         | Hier wohnte Lina Straus geb. Moses Jg. 1856 Flucht 1937 Holland verhaftet 1942 interniert Westerbork Tot im Lager                                                           | Hauptstraße 29       | Millingen | 23. Nov. 2009  | Lina Carolina Straus, die am 23. November 1856 in Hannover geboren wurde, heiratete Bernhard Straus, mit dem sie Hermann, Lena, Siegfried und Walter bekam. Sie hat in den Zeiten des Nationalsozialismus den Antisemitismus deutlich spüren können. Beispielsweise wurde der Grabstein ihres Mannes, der 1930 starb, nach der Machtergreifung geschändet. Auch die Familienmetzgerei bekam immer weniger Kunden, bis die Familie schließlich die Metzgerei aufgeben musste und sie mit ihren Kindern 1937 nach Holland flüchten musste. Nach der Inhaftierung 1942 starb sie am 23. Dezember 1943 in dem Sammellager Westerbork in den Niederlanden. |
| Stolperstein Rees Millingen Hauptstraße 31 Sophie Zilversmit   | Hier wohnte Sophie Zilversmil geb. Straus Jg. 1896 deportiert 1941 ermordet in Sobibor                                                                                      | Hauptstraße 29       | Millingen | 23. Nov. 2009  | Sophie Zilversmil, Tochter von Bernhard Straus und Stieftochter von Lina Straus, flüchtete schon früher als der Rest der Familie nach Holland, nachdem ihr Vater 1930 gestorben ist. 1937 heiratete sie dort ihren Mann, mit dem sie 1941 nach Sobibor deportiert und ermordet wurde. |
| Stolperstein Rees Millingen Hauptstraße 31 Hermann Straus      | Hier wohnte Hermann Straus Jg. 1896 deportiert 1941 ermordet in Auschwitz                                                                                                   | Hauptstraße 29       | Millingen | 23. Nov. 2009  | Hermann Straus wurde am 6. November 1896 in Millingen geboren. Später zog er nach Bochum und heiratete dort. Wie auch seine Familie, flüchtete er nach Holland und später nach Belgien, bis er 1940 in das Internierungslager Saint Cyprien deportiert wurde und danach nach Auschwitz umgelagert wurde, wo er für Tod erklärt wurde. |
| Stolperstein Rees Millingen Hauptstraße 31 Lena Berets         | Hier wohnte Lena Berets geb. Straus Jg. 1898 deportiert 1944 ermordet in Auschwitz                                                                                          | Hauptstraße 29       | Millingen | 23. Nov. 2009  | Lena Lene Helene Helena Berets ist die Tochter von Lina und Bernhard Straus, die am 2. Juni 1898 in Millingen geboren wurde. Sie blieb in Millingen und heiratete später. Nach der „Machtergreifung“ ist sie mit ihrer Familie und ihrem Mann nach Holland geflüchtet, aber wurde am 28. Oktober 1943 in Westerbork inhaftiert. Danach wurde sie über Theresienstadt nach Auschwitz deportiert und schließlich am 28. September 1944 in Auschwitz ermordet. |
| Stolperstein Rees Millingen Hauptstraße 31 Siegfried Straus    | Hier wohnte Siegfried Straus Jg. 1900 deportiert 1943 ermordet bei Minsk | Hauptstraße 29       | Millingen | 23. Nov. 2009  | Siegfried Fritz Straus, geboren am 8. März 1900 in Millingen, war sehr aktiv in Millingen. Er war Mitglied der Gesangsgruppe Millinger Quartett Verein und wirkte bei den Schützen mit. Er blieb zunächst wohnhaft in Millingen und heiratete nicht. Wahrscheinlich arbeitete er bei dem Familienbetrieb als Metzger. Nach der Machtergreifung flüchtete er schließlich nach Holland mit seiner Familie. Siegfried heiratet Hilde Andriesse am 15. Juli 1942 in Amsterdam. Hilde wurde April 1943 nach Sobibor deportiert und ermordet. Siegfried wurde in Westerbork inhaftiert und dann über Sobibor zum SS-Arbeitslager Dorohucza deportiert, wo er am 30. November 1943 starb. |
| Stolperstein Rees Millingen Hauptstraße 31 Walter Straus       | Hier wohnte Walter Straus Jg. 1901 deportiert 1944 ermordet in Auschwitz | Hauptstraße 29       | Millingen | 23. Nov. 2009  | Walter Straus, geboren am 12. Januar 1901 in Millingen, blieb wie sein Bruder Siegfried ehelos und zunächst in Milingen. Er arbeitete in der Familienmetzgerei und war unter anderem in der Fortuna Millingen in der zweiten Mannschaft. Wahrscheinlich zog er nach der Machtergreifung nach Hannover, wo seine Mutter geboren wurde. Allerdings flüchtete er ebenfalls mit seiner Familie nach Holland und wurde ab Westerbork 1944 über Theresienstadt nach Auschwitz deportiert und ist dort am 28. September 1944 ermordet worden. |
| Stolpersteine für Else Baer geb. Wolff                         | Hier wohnte Else Baer geb. Wolff Jg. 1898 deportiert 1940 Izbica ermordet                                                                                                   | Dellstraße 2         | Rees      | 23. Nov. 2009  | |
| Stolperstein für Erna Müller geb. Wolff                        | Hier wohnte Erna Müller geb. Wolff Jg. 1890 deportiert 1940 Izbica ermordet                                                                                                 | Dellstraße 2         | Rees      | 23. Nov. 2009  | |
| Stolperstein für Samuel Wolff                                  | Hier wohnte Samuel Wolff Jg. 1857 gedemütigt / entrechtet Tot 30. Mai 1938                                                                                                  | Dellstraße 2         | Rees      | 27. Jan. 2025  | |
| Stolperstein für Bruno Lilienfeld                              | Hier wohnte Bruno Lilienfeld Jg. 1901 Flucht 1937 Holland USA | Fallstraße 31        | Rees      | 27. Jan. 2025  | Bruno hatte zusammen mit seinem fünf Jahre älteren Bruder Joseph das Manufakturwarengeschäft seiner Eltern Johanna (geb. Spier) und Samuel Lilienfeld übernommen. Einen Teil seiner Lebenszeit verbrachte er mit seiner Schwester Ruth in Frankfurt am Main. der Stein wurde am 27. Januar 2025 neu gelegt. |
| Stolperstein für Ruth Lilienfeld verh. Goldmann                | Hier wohnte Ruth Goldmann geb. Lilienfeld Jg. 1908 Flucht 1937 Holland interniert Westerbork deportiert 1944 Theresienstadt 1944 Auschwitz 'Todesmarsch' ermordet 28.2.1945 | Fallstraße 31        | Rees      | 27. Jan. 2025  | Neben ihren vier Brüdern Ernst (geb. 1893), Joseph (geb. 1896), Leo (* 3. Januar 1900; † 19. Juni 1900) und Bruno (geb. 1901) war sie die jüngste Tochter der Eheleute Lilienfeld. Sie lebte kurzzeitig mit ihrem Bruder Bruno in Frankfurt am Main und wurde am 21. Juni 1943 nach Westerbork und von dort aus am 5. April 1944 nach Theresienstadt deportiert. Am 28. Februar 1945 wurde sie im Konzentrationslager Auschwitz ermordet. |
| Stolperstein für Josef Lilienfeld                              | Hier wohnte Joseph Lilienfeld Jg. 1896 deportiert 1941 ermordet in Minsk | Fallstraße 31        | Rees      | 23. Nov. 2009  | Der in Rees geborene Kaufmann Joseph übernahm zusammen mit seinem Bruder Bruno das Geschäft seiner Eltern. In seiner Freizeit war er Mitglied in einem Kegelclub. Seine Frau Paula (geb. Spanier) heiratete er am 4. November 1920 und brachten zehn Jahre später am 15. Januar 1930 eine gemeinsame Tochter zur Welt, welche jedoch tot geboren wurde. Ein Jahr später im August zog das Ehepaar nach Erfurt. Nach seiner Deportation 1941, starb er zwei Jahre später im Ghetto von Minsk. |
| Stolperstein für Paula Lilienfeld geb. Spanier                 | Hier wohnte Paula Lilienfeld geb. Spanier Jg. 1900 deportiert 1941 ermordet in Minsk                                                                                        | Fallstraße 31        | Rees      | 23. Nov. 2009  | Helene Sternberg und Abraham Albert Spanier, der Besitzer eines Bekleidungshauses war, brachten am 13. Juni 1900 ihre Tochter Paula Spanier (später Lilienfeld) in Kalkar zur Welt. Ihrem Vater gelang die Flucht nach Amsterdam, sodass er, anders als Paula, nicht nach Minsk deportiert wurde. Dort wurde sie 1943 ermordet. |
| Stolperstein für Ernst Lilienfeld                              | Hier wohnte Ernst Lilienfeld Jg. 1900 Flucht 1938 Holland interniert Westerbork deportiert 1943 1944 Auschwitz ermordet 1.10.1944                                           | Fallstraße 31        | Rees      | 27. Jan. 2025  | |
| Stolperstein für Ernst Lilienfeld                              | Hier wohnte Jonas Gabriel Goldmann geb 20.10.1943 Westerbork deportiert 1944 Theresienstadt ermordet 13.9.1944                                                              | Fallstraße 31        | Rees      | 27. Jan. 2025  | |
| Stolperstein für Gerhard Goldmann                              | Hier wohnte Gerhard Goldmann Jg. 1905 Flucht 1937 Holland interniert Westerbork deportiert 1944 Theresienstadt Auschwitz Dachau ermordet 18.1.1945                          | Fallstraße 31        | Rees      | 27. Jan. 2025  | |
| Stolperstein für Emil Isaac                                    | Hier wohnte Emil Isaac Jg. 1899 deportiert 1941 ermordet in Riga | Kirchplatz 14        | Rees      | 23. Nov. 2009  | Emil Isaac wurde am 30. April 1899 geboren. Isidor und Ernestine Isaac waren seine Eltern. Am 15. Oktober 1933 heiratete Emil Isaac Rosa (geborene David) in Dinslaken standesamtlich und am selben Tag nochmal in einer Duisburger Synagoge. Er arbeitete in der Futtermittelfabrik Wolff und war im Boxclub aktiv. Zusammen mit Rosa bekam er am 10. Mai 1934 eine Tochter, die den Namen Margot trug. Am 21. August 1934 floh er zusammen mit seiner Familie nach Rees. Im Dezember 1941 wurde er schließlich mit seiner Frau und seiner Tochter nach Riga deportiert und ermordet. |
| Stolperstein für Ernestine Isaac geb. Efraim                   | Hier wohnte Ernestine Isaac geb. Efraim Jg. 1871 deportiert 1942 ermordet in Theresienstadt                                                                                 | Kirchplatz 14        | Rees      | 23. Nov. 2009  | Ernestine Isaac (geborene Efraim) ist am 8. Januar 1871 in Neudamm geboren und heiratete Isidor Isaac. Zusammen mit ihm bekam sie vier Kinder (Emil, Herta, Walter Wolf, Selma). Am 21. Juli 1942 wurde sie zusammen mit ihrem Ehegatten von Düsseldorf nach Theresienstadt deportiert. |
| Stolperstein für Selma Becker geb. Isaac                       | Hier wohnte Selma Becker geb. Isaac Jg. 1898 verhaftet 1944 Zwangsarbeit in Halle/Saale Firma Habämfa tot 16.1.1945                                                         | Kirchplatz 14        | Rees      | 23. Nov. 2009  | Selma wurde am 29. März 1898 in Rees geboren. Ihre Eltern waren Isidor und Ernestine Isaac. Am 16. April 1929 heiratete sie den Katholiken Gustav Anton Becker, welcher am 12. Dezember 1904 in Emmerich geboren ist. Am 16. Januar 1945 starb sie in Halle an der Saale, als Todesursache wurde eine Grippe und Mittelohrentzündung angegeben. |
| Stolperstein für Isidor Isaac                                  | Hier wohnte Isidor Isaac Jg. 1860 deportiert 1943 ermordet in Theresienstadt                                                                                                | Kirchplatz 14        | Rees      | 23. Nov. 2009  | Isidor wurde am 15. Februar 1860 in Rees geboren. Seine Eltern waren Wolf und S'ara Isaac. Er heiratete Ernestine Efraim und bekam mit ihr vier Kinder. Er arbeitete als Viehhändler. Am 21. Juli 1942 wurde er zusammen mit seiner Ehegattin nach Theresienstadt deportiert und am 7. Mai 1943 ermordet. |
| Stolperstein für Margot Isaac                                  | Hier wohnte Margot Isaac Jg. 1934 deportiert 1941 ermordet in Riga | Kirchplatz 14        | Rees      | 23. Nov. 2009  | Margot Isaac wurde am 10. Mai 1934 in Dinslaken geboren. Sie war die Tochter von Emil und Rosa Isaac. Am 21. August 1934 floh sie zusammen mit ihren Eltern nach Rees. Im Dezember 1941 wurden sie alle nach Riga deportiert und dort ermordet. |
| Stolperstein für Rosa Isaac geb.David                          | Hier wohnte Rosa Isaac geb.David Jg. 1899 deportiert 1941 ermordet in Riga                                                                                                  | Kirchplatz 14        | Rees      | 23. Nov. 2009  | Rosa Isaac (geborene David) wurde am 3. März 1899 in Dinslaken geboren. Am 15. Oktober 1933 heiratete Rosa (geborene David) Emil Isaac in Dinslaken standesamtlich und am selben Tag nochmal in einer Duisburger Synagoge. Am 10. Mai 1934 wurde ihre Tochter Margot geboren. Am 21. August 1934 floh sie zusammen mit ihrer Familie nach Rees. Im Dezember 1941 wurden sie, ihr Mann und ihre Tochter nach Riga deportiert und ermordet. |
| Stolperstein für Klara Bernhard geb. Warschawski               | Hier wohnte Klara Bernhard geb. Warschawski Jg. 1892 deportiert 1941 ermordet in Riga                                                                                       | Kirchplatz 19        | Rees      | 23. Nov. 2009  | |
| Stolperstein für Salomon Bernhard                              | Hier wohnte Salomon Bernhard Jg. 1850 deportiert 1940 ermordet in Theresienstadt                                                                                            | Kirchplatz 19        | Rees      | 23. Nov. 2009  | |
| Stolperstein für Selma Bernhard                                | Hier wohnte Selma Bernhard Jg. 1917 deportiert 1941 ermordet in Riga | Kirchplatz 19        | Rees      | 23. Nov. 2009  | |
| Stolperstein Rees Markt 12 Esther Marcus                       | Hier wohnte Esther Marcus geb. Gwirzmann Jg. 1894 deportiert 1942 ermordet in Auschwitz                                                                                     | Markt 12             | Rees      | 23. Nov. 2009  | Esther Gwirzmann wurde 1894 in Weißrussland geboren. Sie war die Ehefrau von Louis Marcus. Ihre Kinder waren Hanni (geb. 23. Juni 1920 in Rees, lebt heute noch in Amsterdam/NL), Gideon (geb. 22. August 1922 in Rees, lebte im Jahre 1983 noch in Herzlia/Israel), Boris (geb. 20. September 1924 in Rees) und Ruth (geb. 5. Februar 1930 in Rees, lebt heute noch in Tel Aviv/Israel). Gemeinsam mit ihrem Mann lebte Esther erst in Rees, später in Arnheim. 1942 versuchten sie und Louis Marcus zu fliehen, sie kamen allerdings trotzdem am 27./29. Oktober 1942 in Auschwitz um. |
| Stolperstein für Louis Marcus                                  | Hier wohnte Louis Marcus Jg. 1890 deportiert 1942 ermordet in Auschwitz | Markt 12             | Rees      | 23. Nov. 2009  | Louis Marcus wurde am 22. März 1890 in Rees geboren und war der Sohn von Jacob Levy Marcus (geboren am 13. August 1843 in Rees und gestorben am 16. April 1925 in Rees, von Beruf Viehhändler) und Nanny Cahn (geboren 1850 in Stommeln und gestorben am 26. Februar 1899 in Rees). Louis Marcus war neben seinen zwei Brüdern und seiner Schwester das älteste Kind der Familie und kam als einziger während des Zweiten Weltkrieges um. Louis Marcus war Getreide- und Viehhändler. 1919 heiratete er in Berlin seine Frau Esther Gwirzmann, mit der er zwei Söhne und zwei Töchter bekam. Im Jahre 1929 war er im Rat der Stadt Rees für die „Wirtschaftspartei“ tätig. Nach dem 1. April 1933 wurde er in Schutzhaft genommen und ins Reeser Stadtgefängnis gebracht, floh allerdings nach Arnheim. Dort lebte er bis 1942 mit seiner Familie. Drei seiner Kinder brachte er zum Schutz vor den Deportationen in die Schweiz, mit seiner Frau und seiner jüngsten Tochter versuchte er zu fliehen. Louis Marcus und seine Frau Esther wurden jedoch verhaftet, anschließend ab Mechelen (Malines) nach Auschwitz deportiert, wo sie am 24. Oktober 1942 ankamen und am 29./27. Oktober 1942 umkam. |
| Stolperstein für Nanni Marcus                                  | Hier wohnte Nanni Marcus Jg. 1920 verh. Israel Flucht 1933 Holland 1942 Schweiz                                                                                             | Markt 12             | Rees      | 27. Jan. 2025  | |
| Stolperstein für Gideon Marcus                                 | Hier wohnte Gideon Marcus Jg. 1922 Flucht 1933 Holland 1942 Schweiz | Markt 12             | Rees      | 27. Jan. 2025  | |
| Stolperstein für Boris Marcus                                  | Hier wohnte Boris Marcus Jg. 1924 Flucht 1933 Holland 1942 Schweiz | Markt 12             | Rees      | 27. Jan. 2025  | |
| Stolperstein für Ruth Marcus                                   | Hier wohnte Ruth Marcus Jg. 1930 verh. Pick Flucht 1933 Holland 1942 Schweiz                                                                                                | Markt 12             | Rees      | 27. Jan. 2025  | |
| Stolperstein für Dr. Hermann Cussel                            | Hier wohnte Dr. Hermann Cussel Jg. 1897 deportiert 1943 ermordet in Sobibor                                                                                                 | Markt 24             | Rees      | 23. Nov. 2009  | |
| Stolperstein für Kurt Sander                                   | Hier wohnte Kurt Sander Jg. 1927 deportiert 1943 ermordet in Sobibor | Oberstadt 16         | Rees      | 23. Nov. 2009  | Kurt Sander wurde am 12. Juni 1927 geboren. Er wurde nach der Reichspogromnacht von seiner Mutter in die Niederlande geschleust und kam dort zusammen mit seinem Bruder Herbert in ein Kinderheim in Arnheim. Kurt und Herbert wurden 1940 bei einer Razzia gefangen genommen und in das KZ Sobibor in Polen deportiert. Dort wurde er 1943 ermordet. |
| Stolperstein für Herbert Sander                                | Hier wohnte Herbert Sander Jg. 1931 deportiert 1943 ermordet in Sobibor | Oberstadt 16         | Rees      | 23. Nov. 2009  | Herbert Sander wurde am 30. September 1931 geboren. Zusammen mit seinem Bruder Kurt wurde er nach der Reichspogromnacht in die Niederlande geschleust, wo sie gemeinsam in ein Kinderheim in Arnheim kamen. Beide wurden 1940 bei einer Razzia gefangengenommen und in das KZ Sobibor deportiert. 1943 wurde er dort ermordet. |
| Stolperstein für Hertha Sander geb. Röttgen                    | Hier wohnte Hertha Sander geb. Röttgen Jg. 1897 deportiert 1941 Riga ermordet 1944 in Stutthof                                                                              | Oberstadt 16         | Rees      | 23. Nov. 2009  | Hertha Sander wurde am 2. Januar 1897 geboren. Sie lebte mit ihrem Mann Max Sander und deren Kindern, Helmut, Liesel, Kurt und Herbert, erst in Isselburg und zogen im Jahr 1933 nach Rees. In Rees wurde dann ihr fünftes Kind, Walter, geboren. In der Reichspogromnacht, am 10. November 1938, flüchtete sie mit ihren Kindern aus der Synagoge zur Familie Isaac. Sie schleuste ihre Kinder im Dezember 1938 mithilfe eines Bekannten des Onkels in die Niederlande, wo sie hoffte, dass ihre Kinder sicher seien. Sie wurde zusammen mit ihrem Mann im Dezember 1941 in das Ghetto in Riga umgesiedelt, 1944 in das KZ Stutthof bei Danzig evakuiert, wo sie 1944 auch starb. Von ihren Kindern überlebten nur die beiden Ältesten, Helmut und Liesel, den Holocaust. |
| Stolperstein für Max Sander                                    | Hier wohnte Max Sander Jg. 1892 deportiert 1941 Riga ermordet 1945 in Bergen-Belsen                                                                                         | Oberstadt 16         | Rees      | 23. Nov. 2009  | Max Sander wurde am 25. Januar 1892 geboren und lebte später mit seiner Frau Hertha in Isselburg, wo er bei der Isselhütte arbeitete. Zusammen hatten sie fünf Kinder. Im Januar 1933 zogen sie nach Rees, wo er neue Arbeit bei der jüdischen Futtermittelfabrik Wolf fand. Obwohl er im Ersten Weltkrieg für Deutschland kämpfte, weshalb er sich sicher fühlte, wurde er nach der Reichspogromnacht festgenommen und in die Arrestzelle des Rathauses gebracht. Von dort aus wurde er in das KZ Dachau und später in das KZ Buchenwald deportiert. Anfang Januar 1939 wurde er wieder frei gelassen, aber im Dezember 1941 zusammen mit seiner Frau in das Ghetto in Riga umgesiedelt. Als dieses aufgelöst wurde, wurden sie nach Danzig in das KZ Stutthof evakuiert. Von dort aus wurde er nach Bergen-Belsen gebracht, wo er 1945, einen Monat vor der Befreiung durch die Briten, starb. |
| Stolperstein für Walter Sander                                 | Hier wohnte Walter Sander Jg. 1933 deportiert 1943 ermordet in Sobibor | Oberstadt 16         | Rees      | 27. Jan. 2025  | Walter Sander wurde am 13. September 1933 in Rees geboren und war somit das jüngste Kind der Familie Sander. |
| Stolperstein für Helmut Sander                                 | Hier wohnte Helmut Sander Jg. 1923 deportiert 1941 Ghetto Riga befreit |                      | Rees      | 27. Jan. 2025  | |
| Stolperstein für Liesel Sander                                 | Hier wohnte Liesel Sander verh. Bollegraf Jg. 1925 Flucht 1938 Holland versteckt mit Hilfe überlebt                                                                         |                      | Rees      | 27. Jan. 2025  | |
| Stolperstein für Helmut Sander                                 | Hier wohnte Miriam Sander Jg. 1922 deportiert 1942 Auschwitz aus dem Zug geflohen untergetaucht / überlebt                                                                  |                      | Rees      | 27. Jan. 2025  | |
| Stolperstein Rees Vor dem Rheintor 3 für Josef Gompertz        | Hier wohnte Josef Gompertz Jg. 1894 deportiert 1943 ermordet in Sobibor | Vor dem Rheintor 3   | Rees      | 23. Nov. 2009  | |
| Stolperstein in Rees Vor dem Rheintor 3 für Johanna Gompertz   | Hier wohnte Johanna Gompertz geb. Cussel Jg. 1898 deportiert 1943 ermordet in Sobibor                                                                                       | Vor dem Rheintor 3   | Rees      | 23. Nov. 2009  | |